# Maximalisme révisionniste

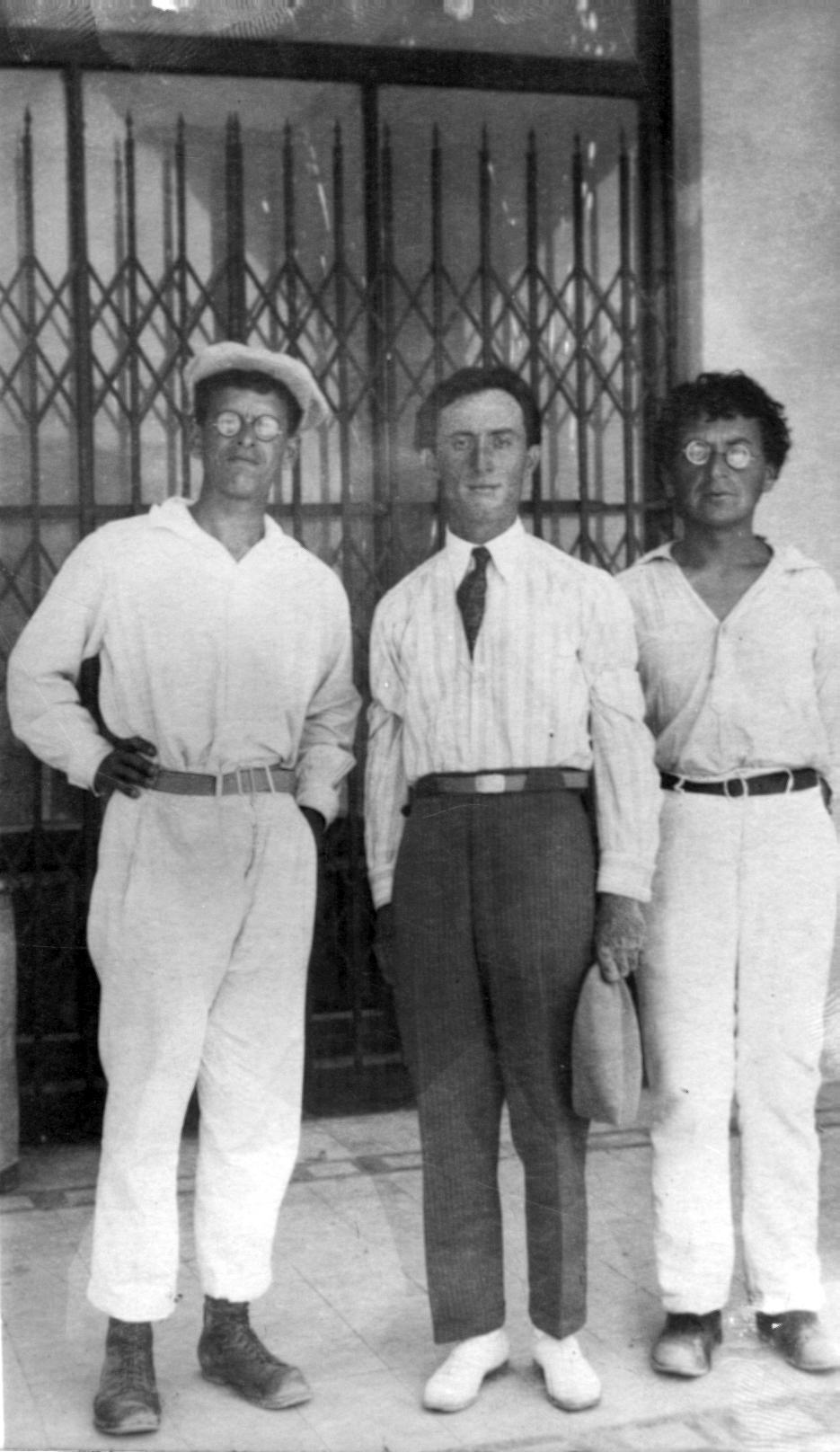
Le groupe maximaliste en Palestine. De gauche à droite : Abba Ahimeir, Uri Tzvi Grinberg, Yehoshua Yevin, 25/06/1927.

Le maximalisme révisionniste était un mouvement de courte durée et une idéologie militante juive qui faisait partie de la faction Brit Ha'birionim du mouvement révisionniste sioniste créé par Abba Ahimeir,.

## Histoire
L'idéologie et la faction politique du maximalisme révisionniste ont été officiellement créées en 1930 par Abba Ahimeir, un historien, journaliste et homme politique juif. Il a appelé le Mouvement sioniste révisionniste à adopter les principes du totalitarisme pour créer un « nationalisme pur » intégriste parmi les Juifs. Ahimeir était à l'origine un membre du mouvement travailliste juif qui a soutenu la Révolution d'Octobre en Russie en 1917 et a appelé les Juifs à avoir leur "propre 1917" et a parlé de la nécessité d'une Révolution d'Octobre dans le Sionisme. Cependant Ahimeir est devenu désillusionné par le bolchevisme russe qu'il a commencé à voir comme un mouvement nationaliste russe plutôt qu'un mouvement pour promouvoir la lutte des classes internationale. Désillusionné par le communisme, Ahimeir est devenu un nationaliste juif après la violence arabo-juive survenue dans le mandat britannique de Palestine de 1928 à 1929. Le maximalisme révisionniste rejette le communisme, l'humanisme, l'internationalisme, le libéralisme, le pacifisme et le socialisme, a condamné les sionistes libéraux pour ne travailler que pour les Juifs de la classe moyenne plutôt que pour la nation juive dans son ensemble. Après la montée de la violence anti-juive de la part de nationalistes arabes dans le mandat britannique de Palestine un an auparavant, le soutien à la faction Brit Ha'birionim a grimpé en flèche, le Brit Ha'birionim est rapidement devenu la plus grande faction au sein du mouvement sioniste révisionniste en 1930.
Le maximalisme révisionniste et le mouvement Brit Ha'birionim étaient de farouches opposants au pacifisme, tout en faisant la promotion du militarisme et manifestèrent en 1932 contre la conférence inaugurale de Norman Bentwich sur la paix à laquelle Ahimeir déclarant que « Ce n'est pas une cathédrale à la paix internationale au nom de Bentwich que nous besoin, mais une académie militaire au nom de Ze'ev Jabotinsky" et a déclaré "nous pouvons défendre l'honneur d'Israël... non pas en remplissant nos ventres de conférences sur la paix... mais plutôt en apprenant la doctrine de Jabotinsky".
Des manifestants du Brit Ha'birionim à l'extérieur ont distribué des tracts déclarant que les études sur la paix étaient "l'œuvre de Satan" et étaient "une mesure antisioniste, un coup de poignard dans le dos du sionisme". En 1932, le Brit Ha'birionim a pressé le mouvement sioniste révisionniste d'adopter leurs politiques qui étaient intitulées les "Dix commandements du maximalisme", qui ont été faites sous "Dans l'esprit du fascisme complet", selon Stein Uglevik. Les membres modérés révisionnistes ont refusé d'accepter cela et le membre modéré du mouvement sioniste révisionniste Yaacov Kahan a fait pression sur le Brit Ha'birionim pour qu'il accepte la nature démocratique du mouvement sioniste révisionniste et ne pousse pas le parti à adopter des politiques dictatoriales fascistes.

## Idéologie
Les maximalistes révisionnistes soutenaient fermement le régime fasciste italien de Benito Mussolini et voulaient la création d'un État juif basé sur des principes fascistes. Les Maximalists révisionnistes sont devenus la plus grande faction dans le mouvement sioniste révisionniste en 1930 mais se sont effondrés dans le soutien en 1933 après le soutien d'Ahmeirs pour l'assassinat de Hayim Arlosoroff.
L'étiquette de "fasciste" doit cependant être considérée avec réserve car, à cette époque comme plus tard, elle est utilisée souvent abusivement dans les conflits entre factions politiques opposées non fascistes, puisque dans les années 1930 même les partis sociaux-démocrates sont accusés par Staline et les communistes d'être "fascistes" ou "social-fascistes ". De la même manière, en Palestine, les sionistes révisionnistes eux-mêmes étaient souvent qualifiés dans les années 1930 de "fascistes" par les dirigeants travaillistes sionistes et les révisionnistes attaquaient la Confédération générale du travail (Histadrout) dominée par les sociaux-démocrates et Ben Gourion en utilisant des termes tels que "Svastika rouge" et des comparaisons avec le fascisme et Hitler,.